# الوقف في دول البلقان
الوقف في دول البلقان كانت بداية الأوقاف الإسلامية في دول البلقان مع بداية دخول العثمانيين إليها عام: (1389م)، وقامت الأوقاف الإسلامية بدور بارز في تشكيل البنية العمرانية الجديدة في دول البلقان، حيث مثلت العمائر الوقفية اللبنة الأولى لنشوء بعض المدن فيها، وارتبط تسمية مجموعة من المدن في دول البلقان بالوقف، كشاهد على دور الأوقاف في تطويرها، وكان لدول البلقان مساهمة بارزة في الوقف على الحرمين في مكة والمدينة، وكان أول وقف أسس في ذلك وقف محمد جلبي عام 868هـ.

## نشأة الوقف في دول البلقان
يعود نشأة الأوقاف الإسلامية في دول البلقان إلى تاريخ وصول العثمانيين إلى البلقان، وفتوحاتهم فيها، وذلك في نهاية القرن الرابع عشر الميلادي سنة: (1389م)، ففي هذا العام بُني أول مسجد في البلقان، قام بتشييده السلطان مراد الأول في كوسوفا، لابنه السلطان بايزيد المعروف بالصاعقة، وأعطاه أرضاً للمنشآت المجاورة له، وما زال هذا المسجد موجوداً، وهو من المساجد النادرة في البلقان بطرازه المتميز، وكان يتبع لهذا المسجد مرفقات مثل: المساكن، والحمامات، وبعض المنشآت.
ومن الأوقاف القديمة والأولى في البلقان، (وقفية جاوش بك)، التي بسبب أقدميتها أثرت في صياغة الوقفيات الأخرى في المنطقة.
ومن أقدم المكتبات الوقفية في دول البلقان، بناء على الوثائق التي وُجدت مؤخراً، كانت تلك التي أنشأها إسحاق بك، قبل سنة 1455ميلادية، ضمن مدرسته في سكوبية.

## الأوقاف في دول البلقان خلال عهد الدولة العثمانية
انتشرت أوقاف السلاطين العثمانيين في أقطار الدولة العثمانية، وُوجدت نماذجها في منطقة البلقان، وقد سجل التاريخ نشأة عدد كثير من المدن العثمانية في البلقان بثوبها الإسلامي الشرقي الجديد، وكان للأوقاف أعظم الأدوار في تشييد لبناتها الأولى.
ومن المعلوم أن هذه الأراضي بقيت قرابة خمسة قرون تحت سيطرة وإدارة العثمانيين، وقد أسَّس المسلمون في دول البلقان خلال هذه الفترة أوقافاً كثيرة ينتفعون منها، فكانت هناك مساجد كثيرة، ومداس، وجسور وطرق، ومؤسسات اجتماعية تنفق على الفقراء.

### المساجد
1. ومنها مسجد أحمد بك أورنوس في يانيس فردار غرب سالونيك، سنة (896هـ - 1490م)، ويعتبره (كيل) من أهم العمائر العثمانية الباقية في دول البلقان، وذكر أنه لا يوجد له شبيه آخر في مختلف أنحاء الدولة العثمانية من المجر إلى مصر، ومن البوسنة إلى ما وراء بغداد، لكونه يمثل خاتمة مرحلة طويلة في تطور وتخطيط العمائر العثمانية، ولكونه مرحلة انتقالية بين العمارة العثمانية المبكرة والعمارة الكلاسيكية.[10]
2. ومن المساجد الوقفية (جامع جاوش بك)، ويُعتبر أحد أقدم الجوامع في البلقان، وكان يعرف بالجامع القديم، بينما كان يرد في الوثائق الرسمية باستمرار باسم (جامع جاوش بك)، أي على اسم (سنغور بك) الذي بنى المسجد الجامع واشتهر أكثر باسم (جاوش بك).[8]

### المدارس
وقد بلغ مجموع المدارس الوقفية في البلقان خلال القرون الثلاثة الثامن والتاسع والعاشر الهجري، إلى (39) مدرسة، موزعة كالتالي: 4 مدارس في القرن الثامن الهجري، و 12 مدرسة في القرن التاسع الهجري، و 18 في القرن العاشر الهجري، وأما مجموع المدارس خلال فترة حكهم، فقد شيّد العثمانيون عدد ستمائة وخمس وستين (665) مدرسة طوال فترات حكمهم لبلدان البلقان.
ومن أبرز نماذجه الباقية: مدرسة (غازي خسرو بك بسراييفو بالبوسنة والهرسك، ومدرسة (شريف خليل باشا) في شملة (شومن).

### المباني الوقفية الاجتماعية
- المطعم الخيري: الموجود بمجمع غازي خِسرَوبك بمدينة سراييفو في البوسنة والهرسك؛ إذ يحتوي المجمع على عدد من مباني الأوقاف الإسلامية التي تضمنتها وقفية المجمع، وكان من بينها (دار المرق –عمارات-) يتم فيها تقديم الطعام للفقراء وأبناء السبيل مجاناً، وتحتوي العمارات على مطبخ للطهو وأدواته، إلى جانب مكان يستوعب عدداً من المسافرين والفقراء وطلاب المدرسة والموظفين.[4]
- عمارة سكنية: في مدينة مناستير بُنيت في المكان الذي كان يُدعى سوق الحبوب، وفي وقفية جاوش بك، لم يبق شيء من أوقافه في مناستير، باستثناء بناء العمارة المهدمة في شارع إليندن، وكانت هذه العمارة توقَّفت عن تقديم خدماتها في عام (1941م)، بينما يتذكر الكثير من كبار السن في تلك المدينة أنه قبل الحرب العالمية الثانية، كانت تُعَد في العمارة الشوربة وتقدم للفقراء.[8]
- تسبيل المياه: ومن أمثلة المباني الوقفية لتسبيل المياه في بلاد البلقان، كل من: الجشمة أو السبيل الذي شيده قره مصطفى باشا، والسبيل الذي أنشأته كلبهار خاتون، والسبيل الذي بناه (سنان أغا).[4]
- الاستراحات: وأما الاستراحات الوقفية فقد شيدت الكثير من الاستراحات الوقفية من قبل السلاطين، أو الوزراء والأمراء وكبار رجال الدولة، في معظم دول البلقان.[4]

## مدن ارتبطت نشأتها بالأوقاف أو الواقفين في دول البلقان
لقد بدأت المدن الجديدة تنتشر في البلقان بعد فتح أدرنة عام: 1363م، فنشأت خلال فترة الحكم العثماني مُدن جديدة في البلقان، وكان للوقف دور مهم في نشوء وتطور هذه المدن في شبه جزيرة دول البلقان، فقد برزت خلال العهد العثماني خمسون مدينة جديدة، حوالي عشر مدن منها كان الأصل في نشأتها هو المنشآت الوقفية، حيث تُعد وقفية (عيسى بك) في سنة: (886هـ) النواة العمرانية التي قامت عليها مدينة سراييفو البلقانية، حيث بُني الجامع ثم الحمامات قربة، وبني جسراً يمتد على الضفتين، بالإضافة إلى خان (فندق)، وبُني في الأخير الزاوية، وبالمقابل كان للوقف دور مهم من خلال منشآته في ازدهار مدن موجودة وتنميتها.
وفي البوسنة، كان للوقف دور كبير في نشوء مدن جديدة، فقد تحولت بعض الزوايا القائمة بفضل الوقف في الطريق الرئيسية إلى نواة لمدينة جديدة، مثل مدن: (روغاتيستا، وفيسكو، وإسكندر وقف، ومدينة ترافنيك، وغيرها).
وسُميت في البوسنة والهرسك خمس مدن في العهد العثماني باسم الأوقاف، مثل:
1. مدينة غوريني وقف «الأوقاف العليا»
2. مدينة دونيي وقف «الأوقاف الصغرى»
3. مدينة إسكندر وقف "وقف إسكندر"
4. كولن وقف
5. «مدينة وقف» وتسمى حالياً سانسكي موست

كما أن بعض المدن الحالية كانت تحمل في اسمها كلمة وقف، مثل:
1. مدينة مركونيتش غراد التي كان اسمها في السابق فارتسار وقف.
2. مدينة سراييفو، بنيت من أملاك الأوقاف، ومنها أوقاف عيسى بك إسحاقوفيتش، وأوقاف الغازي خسرو بك، وما فيها من دكاكين، وأسواق مسقوفة، وقناطر، وجسور، وشبكات المياه، وثلاثة أرباع مساكن سراييفو، جميعها كانت للأوقاف.[15]

وتشير المصادر إلى أن ثلث ألمباني تقريباً، كانت أوقافاً، وثلث مقدونيا تقريبا كانت أوقافاً، وثلث كوسوفا كانت أوقافاً.
فالوثائق الوقفية المتعلقة بالمنشآت الوقفية، تعتبر مصدر مهم للتعرف على التاريخ العمراني للمنطقة، ونظراً للعوامل الكثيرة التي أحاطت بالمنطقة (حروب وزلازل إلخ)، اختفت على إثرها الكثير من المنشآت العمرانية القديمة، ولم يعد في وسعنا التعرف عليها، إلا بالاستناد إلى وثائق الوقفيات التي تحدد لنا بدقة موقع هذه المنشآت وتوضح بعض تفاصيلها المعمارية.

## الوقف في دول البلقان في العهد الشيوعي
حين اجتاح المد الشيوعي دول البلقان، وفرض الإلحاد بالقوة، هُدمت مساجد وأُغلقت أخرى، فحفظ المسلمون أماكن المساجد المهدمة، وظلوا ثلاثة أجيال تقريباً كل جيل ينقل للذي بعده أن الأراض أراض مسجد، وأنها وقف لا يحل شراؤها ولا البناء عليها، فلما سقطت الشيوعية، وتنفس الناس الحرية؛ أعادوا بناء المساجد في مواقعها، فما عرفت أمة في التاريخ حافظت على دينها وموروثها كما حافظت عليه أمة الإسلام، حتى تتبعت مواضع مساجدها المهدمة خلال قرون أو عقود فأعادت بناءها، وقد حُفِظ الكثير من أوقاف دول البلقان التي اجتاحتها الشيوعية واستولت عليها من خلال الأرشيف العثماني وسجلات التحرير التي تضمنت معظم حجج الأوقاف.

## الوقف في دول البلقان في العصر الحديث
بعد سقوط النظام الشيوعي في سنة 1989م، وجد المسلمون في دول البلقان الإمكانية من جديد ليعملوا، فحاولوا أن يستردوا أملاك الأوقاف من الدولة، ولكن لم يستطيعوا ان يستردوا كل الأملاك الوقفية، إلا أنهم أثبتوا أماكنها، واستطاعوا أن يسترجعوا منها (30 ألف دونم).
وفي عام: (1994م) تأسست المشيخة الإسلامية في مقدونيا –أحد مناطق البلقان-، وأصبحت تدير كل الأوقاف الموجودة بحوزتها، من مساجد وتكايا وزوايا ومدارس وغير ذلك.
وفي الآونة الأخيرة سعت الأمانة العامة للأوقاف في الكويت إلى إنشاء صندوق وقف دولي لاستعادة الأوقاف الضائعة أو المسلوبة في بلاد المسلمين، وعلى وجه الخصوص في دول البلقان العشر، بمشاركة الدول الإسلامية والعربية من خلال منظمة التعاون الإسلامي.

## أوقاف دول البلقان على الحرمين
في عام: (868هـ - 1464م) كان أول وقف أُسسِّسَ في البلقان في منطقة (جرمن) على الحرمين، وقد توقف هذا الوقف نهاية القرن العاشر الهجري، ثم عاد إلى العمل في أواخر القرن السادس عشر الميلادي.
وقد وصل مجموع المبالغ المالية لأوقاف الحرمين في سنة: (997هـ) كما ورد في سجلات القيود العقارية والضريبية (4.206.142 أقجة)، وبلغت حصة أوقاف الأناضول والبلقان من هذا المجموع (3431230 آقجة).

## وقف النقود في دول البلقان
امتاز الوقف في الدولة العثمانية عما سبقه من العصور الإسلامية بوقف النقود، وقد بدأ انتشاره في بلاد البلقان، ثم انتقل إلى الأناضول بعد فتح القسطنطينية سنة: (1453هـ).
ويعود سبب بداية انتشار وقف النقود في دول البلقان قبل غيرها، إلى توسع الدولة العثمانية في البلقان، حيث شكل هذا التوسع مع وسط الأناضول وغربها بما في ذلك العاصمة إستانبول، خلال القرن (9هـ/ 15م)، المنطقة الرئيسية للنظام المالي للدولة العثمانية، وأسس العثمانيون عدداً من دور ضرب المسكوكات في مراكز مدنية عديدة في منطقة دول البلقان، التي تتميز بقربها من مناجم المعادن الثمينة في مقدونيا والصرب والبوسنة.
ومن أمثلة وقف النقود في دول البلقان:
- وقف نفسية بنت إسكندر باشا حاكم البوسنة: فقد شيدت في عهد السلطان محمد الفاتح سنة 931هـ وقفاً عبارة عن مبلغ (10000 آقجة)،[21] توفر دخلا سنوياً يقدر بألف آقجة، واشترطت الواقفة فيه تخصيص مبلغ 30 آقجة لتوزيع الماء على السجناء في شهر رمضان.[22]
- وقف الحاجة عائشة خاتون بنت محمد أفندي بن عيسى بك: وهو وقف نقدي مع أوقاف أخرى بمدينة إسكوبيا أحد مناطق دول البلقان؛ وكان حجم الوقف النقدي (14000 آقجة)، واشترطت الواقفة عائشة خاتون، أن يتولى ابنها محمد الطاهر منصب ناظر الوقف بعد وفاتها، وأن يورث هذا المنصب على ذريته جبلاً بعد جيل.[21]

## أبرز الأوقاف في دول البلقان
| م   | اسم الوقف                             | الواقف             | المنطقة                   | تاريخ الوقف     |
| 1.  | مسجد مراد الأول –أول مسجد في البلقان- | السلطان مراد الأول | كوسوفا                    | 1389م           |
| 2.  | المسجد الكبير                         | الغازي خسرو بك     | سراييفو                   | 1531م           |
| 3.  | مسجد أحمد بك                          | أحمد بك أورنوس     | يانيس فردار غرب سالونيك   | 896هـ           |
| 4.  | مدرسة غازي خسرو بك                    | الغازي خسرو بك     | سراييفو                   | 944هـ           |
| 5.  | مدرسة جامع آغا باشا                   | آغا باشا           | ناقبليو (آنابولي)         | نهاية القرن13هـ |
| 6.  | عمارة سكنية                           | جاوش بك            | مناستير                   | القرن 15 ميلادي |
| 7.  | المطعم الخيري                         | غازي خِسرَوبك        | سراييفو -البوسنة والهرسك- | القرن العاشر    |
| 8.  | وقف جرمن على الحرمين                  | محمود جلبي         | جرمن                      | 868هـ           |
| 9.  | مكتبة إسحاق بك                        | إسحاق بك           | إسكوبيا                   | قبل 1455م       |
| 10. | وقف نقدي 900 ألف آقجة                 | الغازي بك          | سراييفو                   | القرن العاشر    |

## وصلات خارجية
- الأوقاف في دول البلقان - القرارات والتوصيات )
- العمائر الوثيقة للنساء القصر العثماني بمدنية إستانبول